# Гейслер, Генрих Иоганн Вильгельм
Генрих Иоганн Вильгельм Гейслер (нем. Johann Heinrich Wilhelm Geißler; 26 мая 1814, Игельшиб (ныне район г. Нойхаус-ам-Реннвег, Тюрингия) — 24 января 1879, Бонн, Германская империя) — немецкий стеклодув, механик,
физик и изобретатель.

## Биография
Родился в многодетной семье потомственного стеклодува. Изучал стеклодувное искусство в герцогстве Саксен-Мейнинген. Много лет путешествовал и работал в Германии и Нидерландах механиком-инструментальщиком.
Позже работал в мастерских различных университетов Германии, в том числе в Бонне.
В 1852 году основал при Боннском университете свою собственную мастерскую по производству физических и химических инструментов. Был механиком в Боннском университете.
В 1855 году был награждён золотой медалью на Всемирной выставке в Париже за отличную работу по стеклу.
Познакомившись с физиком Юлиусом Плюккером, занимался разработкой стекольной аппаратуры, экспериментировал с различными размерами, сортами стекла, газовыми парами, жидкостями и давлениями. Ю. Плюккер, по большому счёту, обязан своим успехом в экспериментах по изучению электрического разряда опыту и мастерству стеклодува и механика Генриха Гейслера.

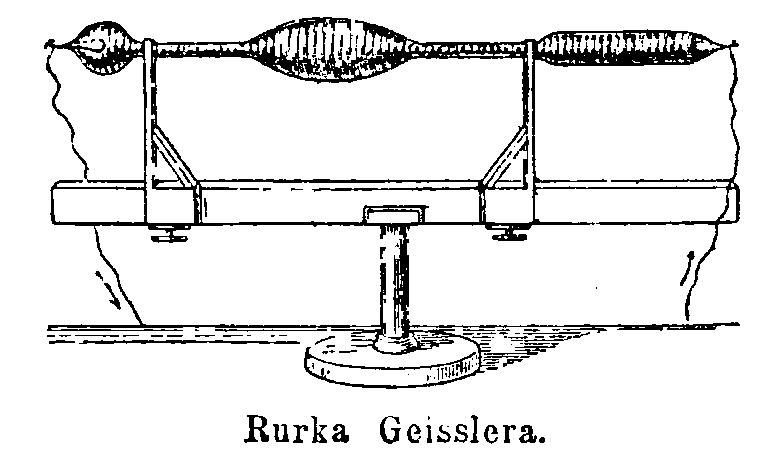
Гейслеровы трубки

В 1850-е годы Г. Гейслер изобрёл ртутный вакуумный насос, что дало возможность проводить исследования электрического разряда в разреженных газах, а также целый ряд уникальных приборов, химических инструментов, термометров. Занимался изготовлением стеклянных трубок с разреженным газом и двумя впаянными в стекло электродами (Гейслеровы трубки), удобных для изучения спектра газа.
Благодаря техническому сотрудничеству Ю. Плюккера и Г. Гейслера, некоторые из их разработок по прошествии многих лет дали начало возникновению новых изобретений. В их числе: трубка Крукса (1875) — экспериментальная катодно-лучевая трубка, предназначенная для исследования электрических разрядов при низких давлениях, с помощью которой в 1897 году был обнаружен электрон; электронная лампа (радиолампа), работающая за счёт управления интенсивностью потока электронов, движущихся в вакууме или разрежённом газе между электродами (1906), основа электроники и технологий дальней связи, таких как радио и телевидение.
В 1868 году Г. Гейслер был удостоен почётной докторской степени. В его честь назван лунный кратер Гейсслер.